# Ceterach ceterach
Ceterach ceterach là một loài thực vật có mạch trong họ Aspleniaceae. Loài này được (L.) Huth miêu tả khoa học đầu tiên năm 1893.